# Diaretula
Diaretula is een geslacht van sponsdieren uit de klasse van de Hexactinellida. Er is nog onduidelijkheid over bij welke familie dit geslacht behoort te worden ingedeeld ('incertae sedis').

## Soort
- Diaretula cornu Schmidt, 1879

Niet geaccepteerde soort:
- Diaretula muretta -> Diaretula cornu